# 弦楽四重奏曲第41番 (ハイドン)
弦楽四重奏曲第41番 ト長調 作品33-5, Hob. III:41 は、フランツ・ヨーゼフ・ハイドンが1781年に作曲した弦楽四重奏曲である。偽作（作品7）や編曲作品を除くと第29番であり、第1楽章冒頭の旋律から『ご機嫌いかが（ドイツ語: Wie geht es dir?）』という愛称で呼ばれることもある。
まとめて出版された作品33の「ロシア四重奏曲」全6曲（第37番（第31番）～第42番（第33番））中の5曲目であり、『ロシア四重奏曲第5番』とも呼ばれる（作曲の経緯については、「ロシア四重奏曲」の項を参照のこと）。

## 構成
全4楽章、演奏時間は約20分。全体的には軽い曲風であるが、短調で書かれた第2楽章はたいへん美しいものとなっている。
- 第1楽章 ヴィヴァーチェ・アッサイ
ト長調、4分の2拍子、ソナタ形式。
冒頭に置かれた2小節の導入部分で奏でられる、上昇する4つの音が『ご機嫌いかが』という愛称の由来となっている。

- 第2楽章 ラルゴ・カンタービレ
ト短調、4分の4拍子、三部形式。
短調独特の情感を込めた緩徐楽章。冒頭の旋律は、この曲を作曲する3年前の1778年に、エステルハージ家のためにハイドンが指揮したというグルックのオペラ『オルフェオとエウリディーチェ』第2幕のアリオーソ「なんという澄み切った空だろう（Che puro ciel, che chiaro sol）」の冒頭で、オーボエによって奏でられる旋律と非常によく似ている。

- 第3楽章 スケルツォ：アレグロ - トリオ
ト長調、4分の3拍子。

- 第4楽章 フィナーレ：アレグレット - プレスト
ト長調、8分の6拍子、変奏曲形式。
シチリアーナの主題による変奏曲。ラストは速度が上がってプレストとなり、そのまま終わる。